# Kiermusy
Kiermusy – kolonia położona w województwie podlaskim, w powiecie białostockim, w gminie Tykocin. Leży nad Narwią.
Wierni kościoła rzymskokatolickiego należą do parafii Trójcy Przenajświętszej w Tykocinie.

## Historia
Najstarsze wzmianki o Kiermusach sięgają XVI wieku, kiedy to w księgach królewskich wspomina się o arendach (dzierżawach) tykocińskich młynów w 1560 roku. Zygmunt II August pobrał tego roku podatek od czterech otaczających Tykocin młynarzy, w tym 8 złotych od niejakiego „Kiermaszewskiego”. Pierwotna nazwa miejscowości brzmiała Kiermuszowski Młyn, a wzięła się od nazwiska młynarza, którym w 1573 roku został Marys Kiermus, polski mieszczanin z Tykocina.
O obecności młyna w Kiermusach świadczy ukształtowanie starorzecza Narwi w okolicach tzw. Domku Rasputina wchodzącego w skład Rzeczypospolitej Kiermusiańskiej. W okolicy szerokiego na dwa metry brodu znajduje się niemal dziesięciometrowa głębia, z której wyłowiono kilkanaście lat temu potężne dębowe bale – najprawdopodobniej elementy młyńskiego koła i tamy na ówczesnej rzece.
Do lat 80. XX wieku Kiermusy stanowiły miejscowość letniskową dla okolicznego Tykocina.
W latach 1975–1998 miejscowość należała administracyjnie do województwa białostockiego.
W kwietniu 2008 w Kiermusach powstała pierwsza prywatna zagroda hodowlana żubrów – „Ostoja Żubra” na 7 ha zalesionego terenu. Stado żubrów znajdujące się na terenie Ostoi liczy obecnie 7 osobników. W roku 2011 urodziły się tam dwa żubry, w 2015 – kolejne dwa, a w maju 2016 roku – kolejny jeden osobnik. Część populacji wypuszczana jest do Puszczy Knyszyńskiej. W listopadzie 2015 roku dwa żubry z Kiermus zostały przetransportowane do rezerwatu w Kutnej Horze w Czechach. W Ostoi znajdują się w również osły.

## Turystyka
Kiermusy słyną także z bazy turystyczno-noclegowej – znajduje się tam 5 drewnianych domów, tzw. Dworskie Czworaki, dworek, karczma, basen, ośrodek SPA, dom letniskowy zwany Domkiem Rasputina, most widokowy na rzece Narew, makieta granicy polsko-rosyjskiej, zamek Jantarowy Kasztel  i inne atrakcje.
Od 1 czerwca 2012 w Kiermusach dla zwiedzających otwarto Jantarowy Kasztel, w którym do obejrzenia są między innymi:
- średniowieczne zbroje
- średniowieczna broń (szable, miecze, szpady)
- stroje z epoki, ubiory, przedmioty codziennego użytku, w tym kontusz imć Pana Onufrego Zagłoby Herbu Wczele podarowany przez reżysera Jerzego Hoffmana.

Na terenie Kiermus znajduje się również eksperymentalna uprawa konopi siewnych.
- Atrakcje turystyczne Kiermus

"Atrakcje
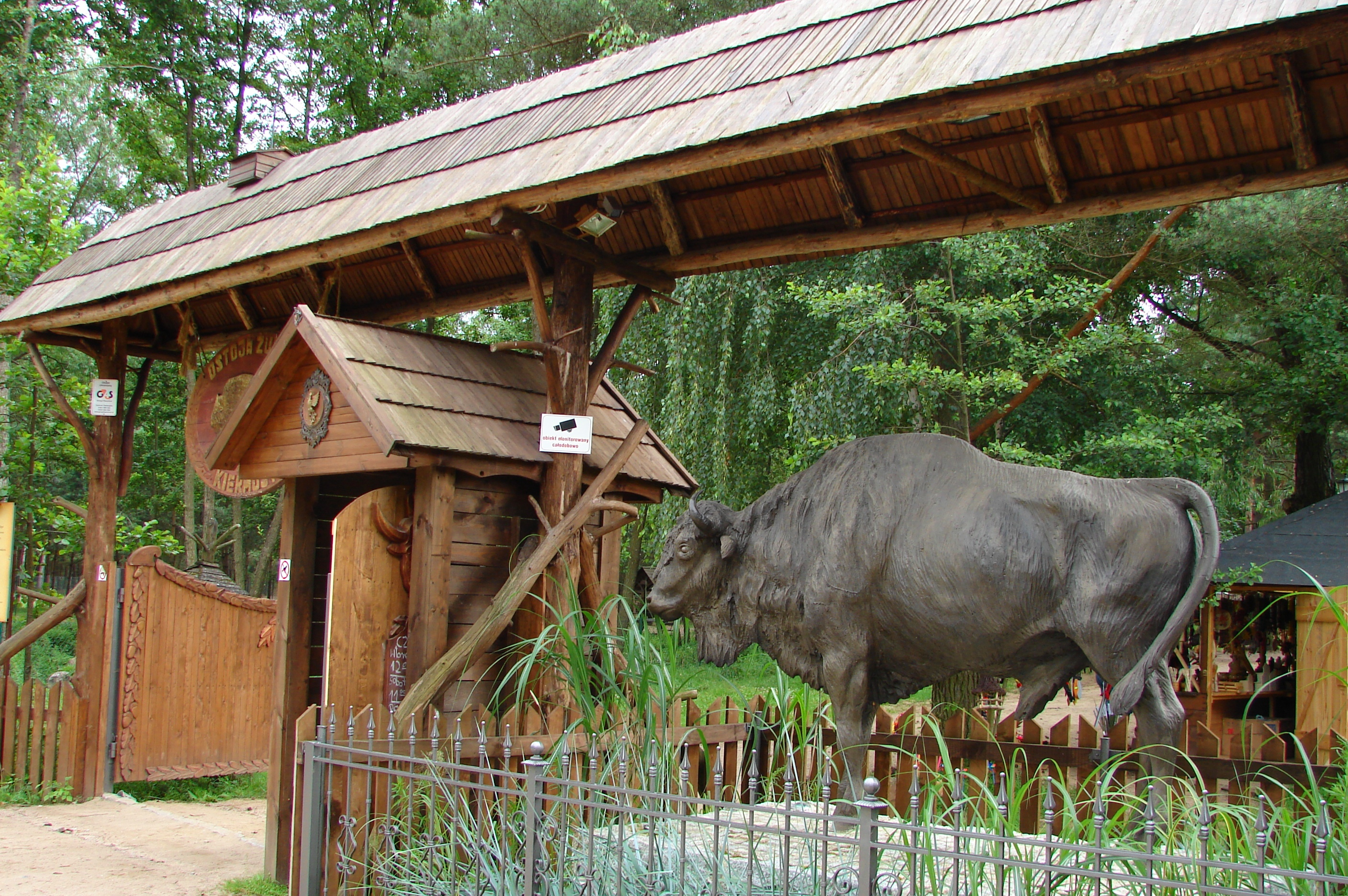
Ostoja Żubra
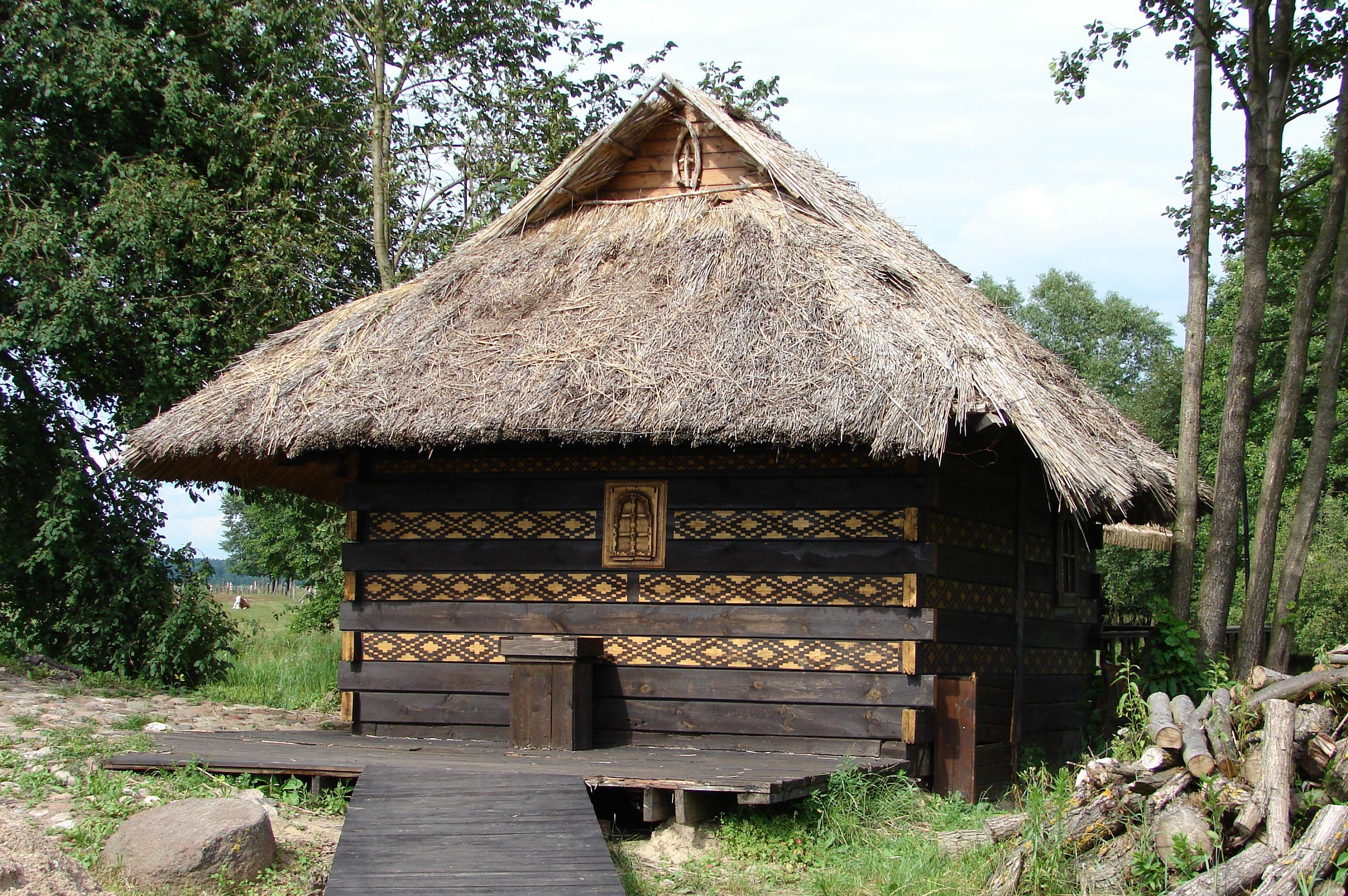
Domek Rasputina
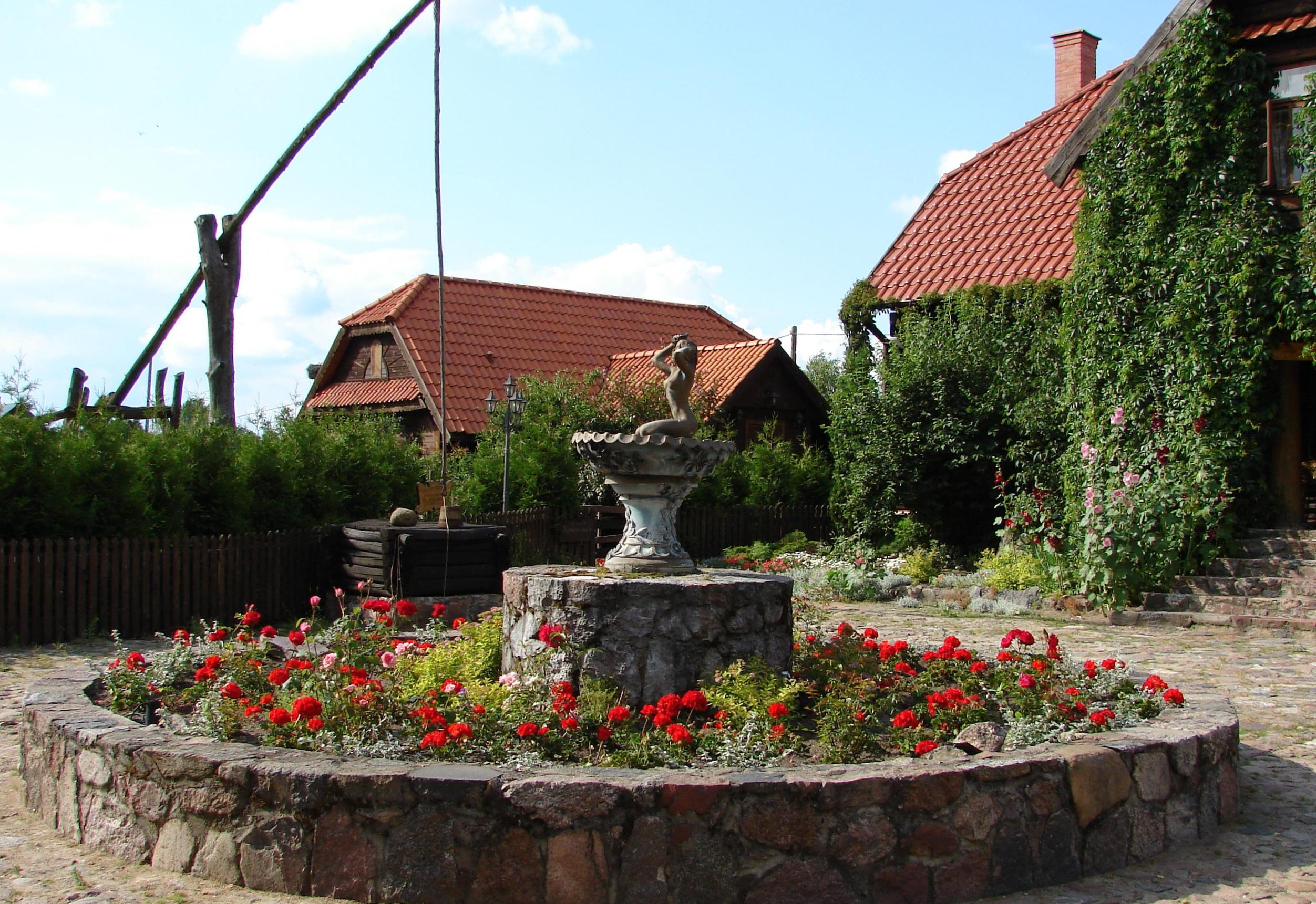
Dworek nad Łąkami i SPA w Kiermusach
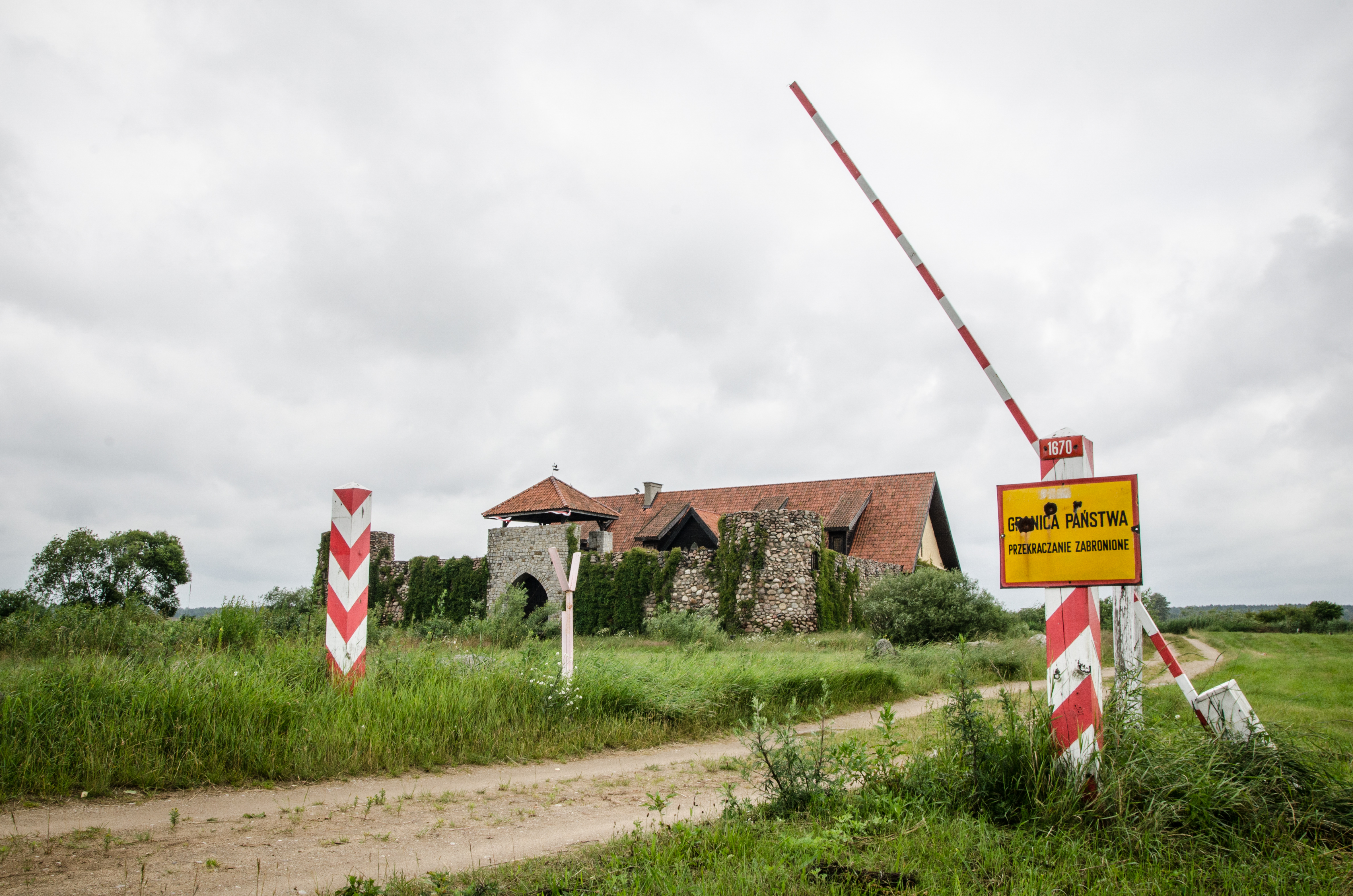
Rekonstrukcja przejścia granicznego – Jantarowy Kasztel, Kiermusy